# Torrent (Walencja)
Torrent – gmina w Hiszpanii, w prowincji Walencja, we wspólnocie autonomicznej Walencja, o powierzchni 69,26 km². W 2011 roku liczyła 81 402 mieszkańców.